# Palikí
Ne doit pas être confondu avec Palikir.
Palikí, en grec moderne : Παλική, est une péninsule et un ancien dème de l'île Ionnienne de Céphalonie, en Grèce. Depuis 2011, elle fait partie du dème de Lixoúri.
Selon le recensement de 2011, la population du dème de  Palikí compte 7 098 habitants.